# マジシャン探偵A
『マジシャン探偵A』（マジシャンたんていエース）は、石垣ゆうきによる日本の漫画。『コミックボンボン』（講談社）にて、2003年6月号から2006年3月号まで連載された。全34話、単行本全8巻。
タイトルに「マジシャン探偵」とあるように、当初はマジックを題材とした推理漫画であったが、物語が進むにつれて推理の要素は薄れ、次第にマジックや謎解きを中心としたバトル漫画の様相が強くなる。
なお、タイトルの「A」はトランプの「A」と、主人公であるアキラのイニシャル「A」の2つの意味がこめられている。

## あらすじ
都陸学園（とりくがくえん）に通う小学5年生・奇術アキラは、かつて世界に名をはせた天才マジシャン・奇術天命の孫であった。彼自身は平凡な小学生であったが、とある事件に巻き込まれたのをきっかけに天命の形見である「竜の杖」を手に入れ「マジシャン探偵A」に変身することに。彼はマジシャン探偵として事件を解決していくうちに、杖にまつわる謎や陰謀に巻き込まれてゆく。

## 登場人物

### 私立都陸学園小等部
奇術 アキラ（きじゅつ あきら）
本作の主人公。小学5年生、11歳。5月5日生まれ。身長148cm、体重44kg。好きな物は焼肉とスカートめくり。嫌いな物は学校の勉強。マジック倶楽部（手品部）所属。祖父である奇術天命（きじゅつてんめい）の形見の竜の杖（正体は青龍の杖）で「マジシャン探偵A（エース）」に変身し、様々な難事件を解決する。
最初はさえないマジシャン気取りの少年だったが、形見の杖の力を得てからは、マジシャン探偵Aとなり、活躍することになる。お調子者でスケベ（特技は女の子のパンツの柄を当てること＝スカートめくり）で練習嫌いな問題児ではあるが、正義感は強く、友情にも厚い。洞察力に関しては、純一郎も認めるほど高い。一流のマジシャンだった祖父のことを誇りに思っており、祖父を貶されたり、手品を悪用する者に対しては怒りを見せる。
父親はごく普通のサラリーマンで、母親が天命の娘。アキラの手品好きは母親似である。ネコを飼っており、名前は「ネオ生命体・小鉄・サンダース」。ネコの名前は家族全員でつけた結果こうなったらしい。
最終話では最上級生の6年生になっている（純一郎やさやか達も同様）。
石川 純一郎（いしかわ じゅんいちろう）
小学5年生、11歳。11月3日生まれ。身長152cm、体重45kg。好きな物はダージリン・ティー、嫌いな物はネコ。ネコが嫌いなのは幼い頃のトラウマが原因らしいが、詳細は謎。別の学校より転校して来た、お坊ちゃまでキザな少年。父の仕事の都合で各地を転々としている。アキラ及びAのライバル的存在。マジックスターと呼ばれた名マジシャンの石川真砂を父に持ち、自らも小学生ながら卓越したマジックの腕を持っている。また、執事の老人（純一郎は「じい」と呼んでいる）を従えている。最初は自分の推理がAによって崩されたことでAを疎ましく思っていたが事件を通じていって彼に理解を示すようになる。後に、アキラの祖母の家の近くの洞窟に眠っていた白虎の杖の主に認められ、杖の力で「ジャック・ザ・マジシャン」に変身しAと共に戦うようになる。なお、既に母を亡くしている（死因は不明）。
神宮寺 さやか（じんぐうじ さやか）
小学5年生、11歳。本作のヒロイン。アキラの同級生で、同じ手品部員。父親は警部で、父親譲りの気の強い性格。アキラのお守り役的な存在でもある。パンチラを見せたりするなど、物語のお色気要員でもある。
下條 忠（しもじょう ただし）
小学5年生、11歳。アキラとさやかの同級生で、あだ名はチュー。手品部員。かなりのビビリ屋。アキラとは仲が良く、馬鹿な事をつるんでやったりしている。手品の腕はアキラよりはある。第1話で事件の重要参考人として疑われてしまい、彼を救いたい一心からアキラはAへの変身能力を得た。
寿 美沙緒（ことぶき みさお）
小学6年、12歳。都陸学園の生徒会会長。眼鏡っ子。寿家は江戸時代から続く、先祖が藩主だったという由緒正しい家柄。実力主義者であり、実績のない手品部を廃部に追い込もうとしたこともあるが、Aの手品に心動かされて考えを改めた。なお、本人もさやか同様お色気要員を担っている。
手品部の代わりに彼女によって廃部宣告された部のキャラクターが『MMR』のキャラクターであり、廃部を宣言された際に「なんだってー」と叫んでいた。ちなみに部名は「超常現象研究会」。

### マジシャン
マジシャン探偵A（エース）
アキラが竜の杖の力で変身した姿。巧みなマジックの腕と知識を持つ。杖の力により、身体能力も向上している。様々な難事件を解決し、プロフェッサーJOKER等の敵とも対決する。決め台詞は「ミス・ディレクション（思い込み）が真実を隠す」。一人称もアキラのときの「オレっち」から「僕」に変化している。
プロフェッサーJOKER（ジョーカー）
謎の男。どことなくAに似た風貌を持つ。数々のお宝を鮮やかに盗み出す神出鬼没の怪盗。鳳凰の杖（朱雀の杖）を所持し、杖の力により変身する。Aとお宝を巡って幾度と無く対決した。その正体は純一郎の父である真砂。
ジャック・ザ・マジシャン
純一郎が白虎の杖の力で変身した姿。一人称が純一郎のときの「僕」から「俺」に変化している。
マジカルガーディアンQ（クイーン）
久遠成実が玄武の杖の力で変身した姿。他のマジシャンがマジシャンらしいスーツ姿なのに対して、彼女は巫女をアレンジしたデザインになっている。
奇術 天命（きじゅつ てんめい）
アキラの祖父。故人。素晴らしいテクニック、奇抜なアイディア、華麗なるイリュージョンで人々を魅了した二十世紀最後の天才マジシャンで、五千の技を見せたと言われる。形見の杖（青龍の杖）をアキラに託す。
石川 真砂（いしかわ まさご）
純一郎の父。35歳。12月24日生まれ。身長180cm、体重70kg。好きな物はポーカー、嫌いな物は肉類。世界的に有名なマジックスター。世界中を渡り歩いてワンステージ何千万円ものギャラを貰うほどの凄腕マジシャン。怪盗として世間を賑わす「プロフェッサーJOKER」の正体。伝説のマジシャン・奇術天命の弟子で、レオンとその技を競っていた。師・天命の最後の言葉に従い、残りの杖を取り戻すことを自分のするべきことの一つとしてきた。天命はその職業を生かし世界各国を回りながら、誰にも知られぬようその国の美術品などに杖のありかを示す暗号を仕込ませていた。その為に世界各国の宝を狙う怪盗「プロフェッサーJOKER」となった。目的にこだわるあまり人としての道を踏み外してしまうが、息子・純一郎により目が覚める。JOKERが杖を狙っていた本当の目的は、死んだ妻を生き返らせる為という設定があったが、ページの都合でカットになった。
レオン・ペリドット
世界最高峰のマジシャンの一人。35歳。8月15日生まれ。身長182cm、体重73kg。好きな物は自分、嫌いな物は自分以外の全て。「麒麟の杖」を持っており、その力で「アブソリュート・キング」に変身する。「ゾディアック・マジシャンズ」のボスで、十二星座の称号と杖を持つ十二人の部下を従え、「ゾディアックの塔」にてアキラ達に勝負を挑む。真砂と同じく奇術天命の弟子で、真砂とは天命の、更には杖の後継者を巡って競っていた。後継者となれなかったレオンは天命を殺し、麒麟の杖を奪ってしまう。その後、麒麟の杖の力で世界を支配しようと企むも、最終的には黄竜の杖を持つAの「人の心」の前に敗れ去る。ページの都合でカットされたが、「人間全てが滅びると、世界が良くなる」というのがレオンの望んだ奇蹟だった。
マジシャンレディさやか
単行本6、7巻のおまけ漫画「マジシャンLadyさやか」に登場。神宮寺さやかが小鉄（この漫画では銀河警察の一員で宇宙人）の力で変身した姿。能力は不明だが身体能力は向上している。またほかのキャラクターも別の役で登場している。なお、このおまけ漫画は本編とはまったく関係がない。ちなみにマジシャンレディはバニーガールの格好をしているが、これはマジカルガーディアンQの初期設定デザインが元となっている。

### その他の人物
神宮寺警部（じんぐうじけいぶ）
真時津署（まじつしょ）の警部でさやかの父。柔道の達人で鬼警部と呼ばれている。感情豊かな人物ではあるが、責任感の強さも備えている。最初はAを快く思っていなかったが、JOKERの事件からAのことを認めるようになる。
八木 薫（やぎ かおる）
神宮寺警部の部下。ロン毛で眼鏡の刑事。温厚だが警察官としての使命感は強い。
久遠 成実（くおん なるみ）
小学6年、12歳。3月23日生まれ。身長150cm、体重44kg。好きな物はペットの亀・マンネン。嫌いな物はエッチな人。久遠神社の娘で巫女。常に巫女の格好をしている。玄武の杖の所持者で、杖の力で「マジカルガーディアンQ（クイーン）」に変身する。杖にまつわる謎について知っており、アキラ達を助ける。幼い頃から杖の言い伝えについて聞かされており、杖を守る運命を背負っていたため人を遠ざけるようになっており、孤独感を味わっていたが、アキラ達と出会い真の友人を得る。最終話では中学1年になっており、同様に中学1年になった美沙緒の友人となった。やはりお色気要因を担っている。

## 杖
5000年前の古代エジプトにまでさかのぼる歴史を持つ杖。古代エジプトはマジックの発祥の地とされており、当時最高の技を持つと言われる1人の天才マジシャンによって4本の杖が生み出された。それが青龍・白虎・朱雀（鳳凰）・玄武の杖である。言い伝えによれば、杖を4本揃え、その力を覚醒させれば世界を支配するほどの力を手にすることができるという。モーゼやナポレオン、ヒトラー等が強大な力を得て権力者となりえたのもその伝説の杖の存在が裏にあったからだという。長い年月を経て全ての杖は日本に渡り、1人の男・奇術天命の手に委ねられる事となる。伝説の杖には4本の杖の他にもう一つ杖があり、それが四聖獣の頂点に立つと言われる伝説の神獣・麒麟の杖である。レオンは、麒麟の杖を天命を殺すことによって奪い取った。なお、なぜ古代エジプトの杖が中国の四神の名前で呼ばれるようになったのかは不明。
青龍の杖（せいりゅうのつえ）
奇術アキラが所持。奇術天命から託されたもので、アキラの宝物。当初は竜（ドラゴン）の杖と呼ばれ、アキラがマジシャンAに変身する力を与えるものだったが、物語の途中でその正体が明らかになる。光を出し映像を映し出す能力を持っており、映像を出して推理の説明をすることなどに使っていた。杖の方から映像を出してAの推理の手助けをしたこともあった。戦闘路線に変更後は強い光を出して目くらましをすることぐらいにしか使えなかった。
白虎の杖（びゃっこのつえ）
石川純一郎が所持。アキラの祖母の家近くの洞窟で眠っていた。純一郎は杖の力で変身し、「ジャック・ザ・マジシャン」となる。空を飛ぶ能力を持つ。だが狭い塔の中ではそれを生かせなかったためか、ジャックはマジックの知識を生かした頭脳労働役となった。
朱雀の杖（すざくのつえ）
プロフェッサーJOKER（石川真砂）が所持。当初は鳳凰（フェニックス）の杖と呼ばれていた。「鳳凰の儛（ほうおうのまい）」という杖で乱れ突きをする技があるが、これが杖の能力である。
玄武の杖（げんぶのつえ）
久遠成実が所持。成実の家に代々伝わる物。成実は杖の力で「マジカルガーディアンQ」に変身する。いかなる攻撃をも防ぐ六角形型のバリアを張ることができる。この能力は劇中では「絶対防御」と言われていた。
麒麟の杖（きりんのつえ）
レオン・ペリドットが所持。変身前は獅子の形をしており、火球を飛ばしていた。変身後はほかのマジシャン以上のスピードとパワーをもち、電撃で攻撃する技「裁きの雷」を操る力を持つ。これは「絶対防御」でさえ防げない。
黄竜の杖（こうりゅうのつえ）
青龍の杖を中心に朱雀・白虎・玄武の杖が融合した姿。全ての杖の能力を持っており、凄まじいパワーを秘めている。Aはこれを用いてレオンを倒した。

## 書誌情報
- 石垣ゆうき『マジシャン探偵A』講談社〈コミックボンボンKC〉、全8巻
  1. 2003年11月6日刊行、ISBN 4-06-323991-8
  2. 2004年9月6日刊行、ISBN 4-06-332010-3
  3. 2005年1月6日刊行、ISBN 4-06-332018-9
  4. 2005年4月30日刊行、ISBN 4-06-332022-7
  5. 2005年8月5日刊行、ISBN 4-06-332028-6
  6. 2005年11月4日刊行、ISBN 4-06-332038-3
  7. 2006年2月6日刊行、ISBN 4-06-332042-1
  8. 2006年4月6日刊行、ISBN 4-06-332045-6